# Bispebjerg-Brønshøj Provsti
Bispebjerg-Brønshøj Provsti er et provsti i Københavns Stift.  Provstiet ligger i Københavns Kommune.
Bispebjerg-Brønshøj Provsti består af 10 sogne med 11 kirker, fordelt på 9 pastorater.

## Pastorater
| Pastorater i Bispebjerg-Brønshøj Provsti | Pastorater i Bispebjerg-Brønshøj Provsti | Pastorater i Bispebjerg-Brønshøj Provsti |
| ---------------------------------------- | ---------------------------------------- | ---------------------------------------- |
| Ansgar Pastorat                          | Bellahøj-Utterslev Pastorat              | Bispebjerg Pastorat                      |
| Brønshøj Pastorat                        | Emdrup Pastorat                          | Husum Pastorat                           |
| Husumvold-Tingbjerg Pastorat             | Kapernaum Pastorat                       | Tagensbo Pastorat                        |

## Sogne
| Sogne i Bispebjerg-Brønshøj Provsti | Sogne i Bispebjerg-Brønshøj Provsti | Sogne i Bispebjerg-Brønshøj Provsti |
| ----------------------------------- | ----------------------------------- | ----------------------------------- |
| Ansgarkirkens Sogn                  | Bellahøj-Utterslev Sogn             | Bispebjerg Sogn                     |
| Brønshøj Sogn                       | Emdrup Sogn                         | Husum Sogn                          |
| Husumvold Sogn                      | Kapernaums Sogn                     | Tagensbo Sogn                       |
| Tingbjerg Sogn                      |                                     |                                     |